# Idrottsföreningen Kamraterna Mariehamn 2011

## Stagione
Nella stagione 2011 l'IFK Mariehamn ha disputato la Veikkausliiga, massima serie del campionato finlandese di calcio, terminando il torneo al settimo posto con 38 punti conquistati in 33 giornate, frutto di 10 vittorie, 8 pareggi e 15 sconfitte. In Suomen Cup è sceso in campo a partire dal quinto turno. Ha superato agevolmente i primi turni per arrivare sino alla semifinale, dove è stato eliminato dal KuPS, perdendo in casa per 3-0.

## Organico

### Rosa
| N. |                        | Ruolo | Calciatore           |
| -- | ---------------------- | ----- | -------------------- |
| 1  | Stati Uniti (bandiera) | P     | Josh Wicks           |
| 2  | Danimarca (bandiera)   | D     | Allan Olesen         |
| 3  | Finlandia (bandiera)   | D     | Kristian Kojola      |
| 4  | Brasile (bandiera)     | D     | Fernando de Abreu    |
| 5  | Canada (bandiera)      | D     | Luca Bellisomo       |
| 6  | Svezia (bandiera)      | C     | Marcus Olofsson      |
| 7  | Germania (bandiera)    | C     | Hendrik Helmke       |
| 8  | Finlandia (bandiera)   | C     | Sebastian Strandvall |
| 9  | Finlandia (bandiera)   | A     | Wilhelm Ingves       |
| 10 | Finlandia (bandiera)   | C     | Petteri Forsell      |
| 11 | Finlandia (bandiera)   | A     | Toni Lehtinen        |
| 15 | Kenya (bandiera)       | C     | Amos Ekhalie         |
| 16 | Finlandia (bandiera)   | C     | Jonas Emet           |

| N. |                                 | Ruolo | Calciatore           |
| -- | ------------------------------- | ----- | -------------------- |
| 17 | Canada (bandiera)               | D     | Mason Trafford       |
| 18 | Finlandia (bandiera)            | D     | Jarkko Värttö        |
| 20 | Finlandia (bandiera)            | D     | Johannes Nordström   |
| 21 | Finlandia (bandiera)            | A     | Jimmy Sundman        |
| 22 | Nigeria (bandiera)              | C     | Echiabhi Okodugha    |
| 23 | Stati Uniti (bandiera)          | D     | Giuseppe Funicello   |
| 24 | Finlandia (bandiera)            | P     | Johan Sundman        |
| 25 | Finlandia (bandiera)            | C     | Rezgar Amani         |
| 27 | Finlandia (bandiera)            | C     | Konsta Rasimus       |
| 29 | Finlandia (bandiera)            | P     | Gustav Långbacka     |
| 30 | Bosnia ed Erzegovina (bandiera) | A     | Ermin Gadzo          |
| 33 | Finlandia (bandiera)            | A     | Aleksei Kangaskolkka |
|    | Finlandia (bandiera)            | A     | Niko Ikävalko        |

## Statistiche

### Statistiche di squadra
| Competizione  | Punti | In casa | In casa | In casa | In casa | In casa | In casa | In trasferta | In trasferta | In trasferta | In trasferta | In trasferta | In trasferta | Totale | Totale | Totale | Totale | Totale | Totale | DR  |
| Competizione  | Punti | G       | V       | N       | P       | Gf      | Gs      | G            | V            | N            | P            | Gf           | Gs           | G      | V      | N      | P      | Gf     | Gs     | DR  |
| ------------- | ----- | ------- | ------- | ------- | ------- | ------- | ------- | ------------ | ------------ | ------------ | ------------ | ------------ | ------------ | ------ | ------ | ------ | ------ | ------ | ------ | --- |
| Veikkausliiga | 38    | 16      | 7       | 5       | 4       | 28      | 22      | 17           | 3            | 3            | 11           | 11           | 25           | 33     | 10     | 8      | 15     | 39     | 47     | -8  |
| Suomen Cup    | -     | 3       | 2       | 0       | 1       | 5       | 3       | 2            | 2            | 0            | 0            | 9            | 0            | 5      | 4      | 0      | 1      | 14     | 3      | +11 |
| Totale        | -     | 19      | 9       | 5       | 5       | 33      | 25      | 19           | 5            | 3            | 11           | 34           | 33           | 38     | 14     | 8      | 16     | 53     | 50     | +63 |